# Алън Диърдорф
Алън Диърдорф (на английски: Alan V. Deardorff) e Джон Суиитленд професор по международна икономика и професор по икономика и публична политика в Университета в Мичиган, Ан Арбър. Той е също така младши декан на Училището по държавна политика „Джералд Р. Форд“. Предишен председател на икономическия департамент, той получава докторска степен по икономика в Университета „Корнел“ през 1971.

## Позиции
- Външен сътрудник, Център Левърхюлм за изследвания на глобализацията и икономическата политика Архив на оригинала от 2007-10-09 в Wayback Machine., Нотингамски университет.
- Член на факултета, Институт Уилям Дейвидсън Архив на оригинала от 2008-07-07 в Wayback Machine., Мичигански университет
- Изследовател по международна икономика, Кайл институт за международна икономика
- Член, академичен съвет, VRCenter DEGIT, Институт за световна икономика, Кайл Юнивърсити
- Член, Американска икономическа асоциация
- Член, редакторски съвет, Северно-американско списание за икономика и финанси
- Член, редакторски съвещателен съвет, Списание за международна икономика Архив на оригинала от 2011-07-13 в Wayback Machine.
- Член, редакторски съвещателен съвет, Световна икономика Архив на оригинала от 2007-12-23 в Wayback Machine.
- Член, редакторски съвещателен съвет, Списание за икономическа интеграция Архив на оригинала от 2007-12-24 в Wayback Machine.
- Член, редакторски съвет, Списание за международно икономическо право
- Член, редакторски съвет, Изследвания по международна икономика, Издателство на Мичиганския университет
- Член, Група от известни личности за безтарифни граници Архив на оригинала от 2007-08-26 в Wayback Machine., Конференция на ООН върху търговията и развитието